# Theodor Wachtel (Sänger, 1823)

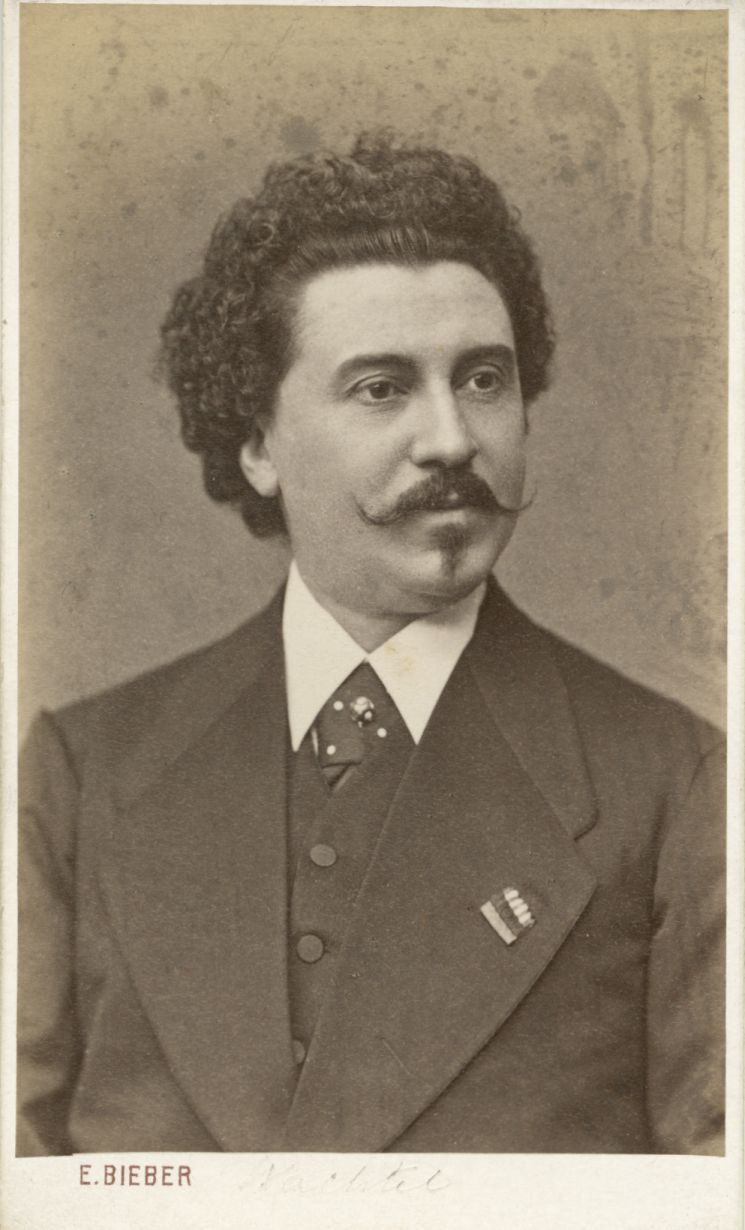

Theodor Wachtel (* 10. März 1823 in Hamburg; † 14. November 1893 in Frankfurt am Main) war ein deutscher Sänger (Tenor).

## Leben
Wachtel, als Sohn eines Droschkenbesitzers geboren, war nach des Vaters Tode selbst als Fuhrhalter tätig, bis seine Stimme, ein außerordentlich schöner und kräftiger lyrischer Tenor von großem Umfange, entdeckt wurde.
Seine erste Lehrerin war Julie Grandjean in Hamburg. Den ersten Bühnenversuch machte der Sechsundzwanzigjährige am Stadttheater seiner Vaterstadt; kurz vorher, am 1. März 1849, hatte er bereits in einem von ihm selbst veranstalteten Konzert, in dem auch sein Landsmann Johannes Brahms mitwirkte, die allgemeine Aufmerksamkeit auf sich zu lenken gewusst.
Als Anfänger war er zunächst ein Jahr lang am Hoftheater in Schwerin tätig, dann wandte er sich nach Würzburg, wo er durch den Unterricht des Kapellmeisters Witt und der Sängerin Frieda Beck-Weichselbaum gefördert wurde. 1852 folgte er einem Rufe an das Darmstädter Hoftheater. Hier sang er u. a. bei der ersten Tannhäuser-Aufführung den Walther, und im 1853 die Titelrolle im Postillon von Lonjumeau, in der er später die größten Erfolge hatte. Von 1854 bis 1858 war er in Hannover, dann in Kassel tätig, der Wiener Hofoper gehörte er von 1863 bis 1865 an, wo seine Schülerin die spätere Star-Schauspielerin Josefine Gallmeyer war. Gastspiele führten ihn auf sämtliche größeren Opernbühnen Deutschlands, außerdem von 1862 bis 1868 alljährlich für mehrere Monate nach London, wo er auf der italienischen Bühne des Coventgardentheaters sang, ferner 1869 nach Paris, 1871 und 1878 nach Amerika.
Eine feste Bühnenstellung nahm er seit dem Ende der 60er Jahre nicht mehr an. Seinen Ruhesitz wählte er erst in Wiesbaden, später nach mehrjährigem Aufenthalt in Berlin in Frankfurt am Main, wo er am 14. November 1893 starb. In Berlin gab er sein letztes Konzert am 8. März 1893.
Seine besten Rollen waren außer dem Postillon, den er über 1000 Mal spielte: „George Brown“, „Sever“, „Lyonel“, „Vasco de Gama“.
Wachtels musikalische Bildung ist immer gering geblieben, umso besser war die rein technische Schulung seiner Stimme, die es ihm ermöglichte, noch am Vorabend seines siebzigsten Geburtstages bei einem Wohltätigkeitskonzert vor dem Berliner Publikum zu erscheinen; der Glanz des herrlichen Organs hatte sich fast ganz unversehrt erhalten. In Bezug auf schauspielerische Darstellung und geistige Durchdringung seiner Rollen ist Wachtel in allen Fällen selbst hinter bescheidenen Ansprüchen zurückgeblieben.
Er wurde zum Ehrenmitglied der Hoftheater Schwerin und Coburg ernannt.
Seine Söhne August, Friedrich und Theodor Wachtel waren ebenfalls Sänger.